# Jeff Cross
Jeffrey Andrew Cross, detto Jeff (Chicago, 1º settembre 1961), è un ex cestista statunitense, professionista in Spagna e nella NBA.

## Carriera
È stato selezionato dai Cleveland Cavaliers al terzo giro del Draft NBA 1984 (61ª scelta assoluta).